# طوطیان عشق
طوطیان عشق (به لاتین: Agapornithinae)، یک زیرخانواده از طوطی‌ها و یکی از پنج زیرخانواده که خانواده طوطیان سبز را تشکیل می‌دهند. اعضای آن طوطی‌های کوچک و دم‌کوتاهی هستند که در آفریقا و آسیا زندگی می‌کنند. آن‌ها معمولاً دارای پرهای عمدتاً سبزرنگ هستند و رنگ‌های مختلفی روی سر دارند.

## سرده‌ها
این زیرخانواده شامل ۳ سرده است: